# Distrito de Bellinzona
Bellinzona é um distrito da Suíça, localizado no cantão do Ticino. Tem 205,68 km² de área e sua população em 2019 foi estimada em 55.755 habitantes. Sua sede é a comuna de Bellinzona.